# Flagge Japans
Die Flagge von Japan (jap. 日章旗 Nisshōki ‚Sonnenwappenflagge‘ bzw. 日の丸 Hi no Maru‚ dt. etwa „Sonnenrund“, „Sonnenkreis“) zeigt auf weißem Grund einen genau mittig angeordneten großen zinnoberroten Kreis als Sonnensymbol.

## Aufbau

Aufbau der Nationalflagge seit 1999

Das Seitenverhältnis der Nationalflagge beträgt 2:3, der Durchmesser des Sonnenkreises beträgt 3/5 der kurzen Seite des Rechtecks der Flagge. Korrekte Maße wären beispielsweise eine Flagge mit 1,50 m Breite und 1 m Höhe mit einem Sonnenkreis von 60 cm Durchmesser.

## Geschichte
Eingeführt wurde die Hinomaru-Flagge mit dem Sonnenkreis, auch Nisshoki genannt, am 5. August 1854. Schon zur Zeit der Meiji-Restauration im Jahre 1868 wurde sie als Nationalflagge betrachtet.

„Als im Jahre 1859 Japan dem ausländischen Handel eröffnet wurde, fühlte man das Bedürfniss nach einer Nationalflagge, die sich von einer kaiserlichen Flagge unterscheiden sollte; man wählte hiezu das Hinomaru – ein rother Ball auf weissem Grunde – während die Abbildung der Chrysanthemumblume als Kennzeichen für die kaiserliche Standarte bestimmt ward, die dem Mikado bei seinem Erscheinen in der Oeffentlichkeit vorangetragen wird.“

Obwohl das Sonnenkreis-Design 1870 offiziell für Flaggen zur See eingeführt wurde, wurde sie formell erst am 13. August 1999 zur Nationalflagge erklärt. Bis zu diesem Zeitpunkt gab es keine gesetzlich bestimmte Staatsflagge, auch wenn im Inland wie im Ausland Hinomaru weithin als Synonym Japans angesehen wurde.
1999 wurde das Seitenverhältnis von 7:10 auf 2:3 geändert. Zudem war laut Vorschrift von 1870 der Sonnenkreis leicht um 1/100 zum Mast hin versetzt. In der heutigen Version liegt die Scheibe im Zentrum in Richtung Liek verschoben. Die Symbolik des Sonnenkreises (Sonnenrunds) durchzieht die gesamte Geschichte Japans.
Sie war angeblich das Emblem Mommus, des 42. japanischen Kaisers. Die älteste erhaltene Flagge wird im Unpō-Tempel (Unpō-ji) in Yamanashi aufbewahrt. Man geht davon aus, dass sie bereits lange vor dem 16. Jahrhundert entstand und von Dynastie zu Dynastie weitergegeben wurde. Andere japanische Mythen führen die Hinomaru-Symbolik auf ein Ereignis des 13. Jahrhunderts zurück. Der Sage zufolge hatte ein buddhistischer Priester dem Kaiser eine Sonnenkreisflagge geschenkt, um Amaterasu zu ehren, Sonnengöttin und Ahnherrin des Shinto-Glaubens.
In der Zeit der Meiji-Restauration, in der das Kaiserreich erneuert wurde, kam es zur Verbreitung der nun ikonischen Sonnenkreisflagge Hinomaru und der Kyokujitsuki (japanisch 旭日旗, dt. „Flagge der aufgehenden Sonne“).
Andere japanische Flaggen wurden unter ähnlichen ästhetischen Gesichtspunkten entwickelt, um die Idee eines geeinten Japanischen Reiches zu festigen. Die Standarte des japanischen Kaisers ist ein klassisches Beispiel dafür. Auch sie zeigt eine zentrale goldene Scheibe auf rotem Grund, die mit Chrysanthemen verziert ist, dem Symbol des japanischen Kaisers seit dem 12. Jahrhundert.
Propagandaplakate, Schulbücher und Filme stellten die Flagge als Quelle des Nationalstolzes dar, um das patriotische Identitätsgefühl der Bürger zu verstärken. Laut behördlicher Anordnung musste die Flagge an Nationalfeiertagen in Wohnungen sowie bei Feiern und anderen von der Regierung genannten Anlässen gehisst werden.

## Weitere Flaggen Japans

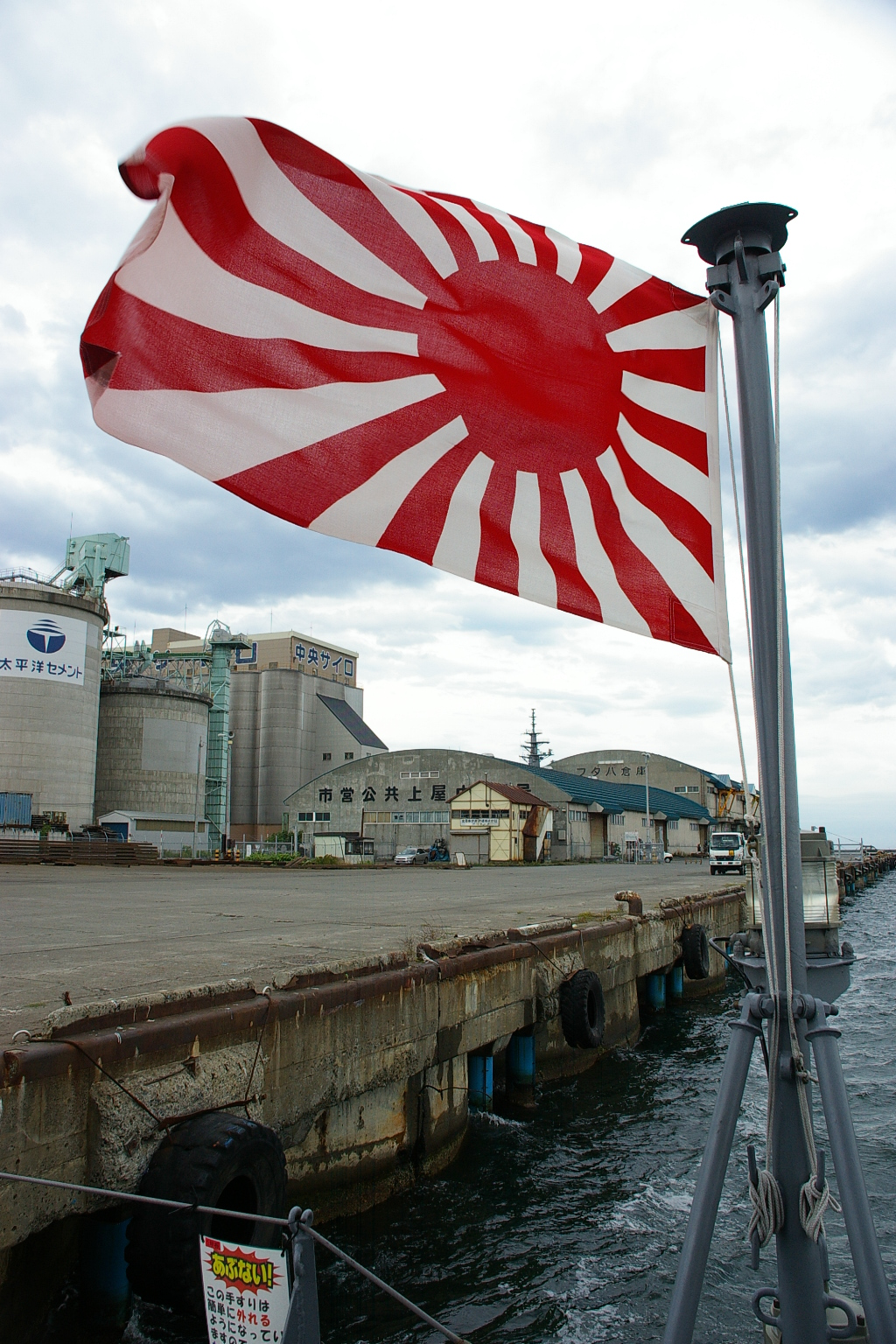
Meeresselbstverteidigungsstreitkräfte

Die Version mit den 16 roten Strahlen (Kyokujitsuki) wurde bis zum Ende des Zweiten Weltkrieges von den japanischen Streitkräften benutzt. Seit 1954 wird sie für die japanische Marine wiederverwendet. In den umliegenden asiatischen Ländern, welche von Japan besetzt worden waren, ruft diese Flagge auch heute noch negative Assoziationen hervor. Dies umso mehr, da diese Flagge auch heute noch von rechten konservativen Gruppierungen in Japan benutzt wird.
Die Standarte von Kaiser Naruhito zeigt eine goldene, 16-blättrige Chrysanthemenblüte (in stilisierter Form), die sich im Zentrum einer roten Flagge befindet. Das Seitenverhältnis beträgt 2:3.

9:11  Flagge der Bodenselbstverteidigungsstreitkräfte
2:3  Flagge der Meeresselbstverteidigungsstreitkräfte
2:3 Standarte der japanischen Kaiserfamilie – Kōshitsu
2:4 Standarte des japanischen Kaisers – Tennō